# Miyeegombyn Enkhbold
Miyegombyn Enkhbold (Tiếng Mông Cổ: Миеэгомбын Энхболд), sinh ngày 19 tháng 7 năm 1964 là một chính trị gia Mông Cổ, ông từng là Thủ tướng Mông Cổ từ tháng 1 năm 2006 đến tháng 11 năm 2007 và là Phó thủ tướng từ năm 2007 đến năm 2012. Ông hiện là đương kim Chủ tịch Nhà nước Great Khural (Quốc hội Mông Cổ) từ năm 2016. Năm 2017, ông đại diện cho Đảng Nhân dân Mông Cổ tranh cử trong cuộc Bầu cử tổng thống Mông Cổ năm 2017 nhưng thất bại trước ứng viên Khaltmaagiin Battulga thuộc Đảng Dân chủ.

## Tiểu sử
Từ năm 2005 đến tháng 10 năm 2007, Enkhbold là Chủ tịch của Đảng Cách mạng Nhân dân Mông Cổ (MPRP), sau đó ông chuyển sang lãnh đạo Đảng Nhân dân Mông Cổ. Ông cũng từng là Thị trưởng Ulaanbaatar. Sau thất bại của đảng trong cuộc tổng tuyển cử năm 2012, ông được bổ nhiệm làm Phó Chủ tịch Nhà nước Great Khural (Quốc hội Mông Cổ). Trong Đại hội lần thứ 27 của Đảng Nhân dân Mông Cổ, ông được bầu làm chủ tịch đảng. Năm 2016, khi MPP nắm quyền kiểm soát quốc hội, ông được bầu làm Chủ tịch Nhà nước Great Khural.